# Acacia conniana
Acacia conniana é uma espécie de leguminosa do gênero Acacia, pertencente à família Fabaceae.